# 1712 Angola
1712 Angola è un asteroide della fascia principale del diametro medio di circa 59,48 km. Scoperto nel 1935, presenta un'orbita caratterizzata da un semiasse maggiore pari a 3,1740141 UA e da un'eccentricità di 0,1460983, inclinata di 19,33317° rispetto all'eclittica.
L'asteroide prende il nome dall'omonimo stato africano.